# Club Atlético Universidad Nacional San Agustín
El Atlético Universidad  es un club de fútbol de la ciudad peruana de Arequipa, en el departamento homónimo y actualmente participa en la Copa Perú. Fue fundado el 24 de febrero de 1964 y participó durante tres años en Primera División del Perú. Desapareció a inicios del año 2006, pero regresó en el 2013.

## Historia
El Club Atlético Universidad Nacional San Agustin  "Atlético Universidad" de la Ciudad de Arequipa fue fundado el 24 de febrero de 1964 por un grupo de alumnos deportistas de la Universidad Nacional de San Agustín. El equipo fue inscrito en la liga de fútbol de Arequipa en 1964 y rápidamente escaló las categorías de Tercera (1964) y Segunda (1965) e ingresó a la primera de Arequipa en 1966.
Durante las tres décadas siguientes cumplió campañas regulares al interior de su liga y no tuvo participación en las distintas etapas de Copa Perú, pues quedaba desplazado por otros equipos de mayor renombre y jerarquía como el Sportivo Huracán, el FBC Piérola y el FBC Aurora, que incluso llegaron a militar en la máxima división del fútbol peruano.
La primera gran campaña del Atlético Universidad se produjo en el año 2000, cuando Rolando Cornejo Cuervo, un conocido catedrático y Rector de la UNSA, llega a ser presidente del Club. En ese año se corona por primera vez en su historia campeón del departamento de Arequipa y se convierte, por tanto, en el único representante arequipeño en la Etapa Regional de la Copa Perú 2000, donde resultó eliminado a manos del Coronel Bolognesi. La segunda campaña destacable se dio al siguiente año, en el que impone condiciones en el departamento de Arequipa y disputa nuevamente la Etapa Regional. En esta instancia fue eliminado por el Deportivo Bolito de Tacna, por penales en la ciudad de Moquegua y con el refuerzo 8 jugadores del Atlético, que fueron titulares se corona Campeón de la Copa Perú 2001.
En el 2002, Atlético Universidad fue por tercera vez consecutiva campeón del departamento arequipeño. Logró el título de su Región luego de dejar de lado al Bureau FC de Tacna y al Mariscal Nieto de Ilo. Luego, en la Etapa Nacional, derrotó al Senati de Cuzco y posteriormente al León de Huánuco. Finalmente, logró el título de la Copa Perú tras imponerse en la final al Atlético Grau luego de empatar 1-1 en Arequipa y ganar de visitante en Piura por 2-4. Hasta ahora se recuerda con mucha alegría en Arequipa esas tardes en que "El Atlético", como era popularmente conocido, llenaba el estadio Melgar o el Estadio de la UNSA, y hacía vibrar con sus contundentes triunfos. 
Entre los jugadores que destacaron del equipo que campeonó en la Copa Perú 2002 se encuentran los siguientes: Christian Zúñiga, Jorge Alegría, Álex Paredes, Augusto Rossel, Nick Montalva, Javier Cárdenas, José Mancco, Larry Yáñez, Héctor Rojas, siendo el entrenador el recordado Elmer "Cachito" Lozada, Asistente Técnico: Walter "Cacho" Lozada, Preparador Físico: Edde Dianderas, Preparador de Arqueros: Ricardo "Rocoto" Medina, Jefe de Equipo: Reynaldo Arenas, Delegado Humberto Rueda, Médico: Dr. Percy Barrionuevo, Kinesiólogo. Víctor García y Utilero: Félix "El Gato" Tapia. 
Militó tres años en la Primera División, en el torneo 2003 terminó 8 y hubo una huelga de jugadores que hizo que no se jueguen todas las fechas. La mayoría de los partidos de las últimas rondas fueron jugados con Sub-20, siendo luego anulados. A raíz de esto se decidió también anular el descenso. Finalmente mediante una resolución se decidió proclamar campeón a Alianza Lima que iba primero en la clasificación en el momento de la suspensión del campeonato.
Pero al no respetarse las Bases del Campeonato, toda vez que en el torneo 2004 se produjo la baja del Estudiante Medicina Ica-Grau de Piura y Wanka de Huancayo y al seguir manteniendo el sistema de promedio para definir la baja tuvo que descender a Segunda, pese a terminar a media tabla en el torneo 2005. A inicios del año 2006 sus directivos decidieron que el equipo se retire del fútbol, vendiendo la categoría al Alfonso Ugarte de Puno.
En 2024, el Poder Judicial sentenció a dos exrectores de la universidad tras revelarse casos de peculado en la plantilla de los deportistas.

## Uniforme
- Uniforme titular: Camiseta, pantalón y medias granates.
- Uniforme alternativo:  Camiseta, pantalón y medias grises.

| Uniforme Titular | Uniforme Alternativo |

## Estadio
El club no cuenta con estadio propio, por lo que sus partidos de local los juega en el Estadio Universidad Nacional San Agustín, conocido como Estadio Monumental de la UNSA, que con una capacidad de 45 000 espectadores, es el estadio más grande y moderno de Arequipa.
Su construcción se inició en 1991 y gran parte del financiamiento se dio gracias a la venta de rifas por parte del pueblo arequipeño, que buscaba conseguir un estadio para todos, que sería bautizado bajo el nombre "Estadio Virgen de Chapi", en honor a la patrona de la ciudad.
El gobierno de la época, del presidente peruano Alberto Fujimori no cumplió con el pago para la construcción del estadio, el pueblo protestó y se concluyó con fondos del gobierno regional y la ciudad. La primera etapa se inauguró el 11 de noviembre de 1993.
La segunda etapa se inauguró el 30 de julio de 1995. Aquel día de la inauguración también se jugó el primer partido oficial de fútbol profesional, enfrentándose el Melgar arequipeño frente a Alianza Lima. El partido finalizó 1-1 y los goles fueron anotados por Waldir Sáenz a los 10 minutos para Alianza, y Jorge Lazo para los locales a los 28' del segundo tiempo.
Un aspecto llamativo de este estadio arequipeño es que los espectadores pueden ver la vista clásica del volcán Misti desde los asientos más altos del estadio. Los espectadores apreciaron los partidos bajo las regulaciones impuestas por la Conmebol para la Copa América 2004.

## Datos del Club
- Fundación: 24 de febrero de 1964
- Puesto histórico Perú: 43.º
- Temporadas en 1.ª División: 3 (2003-2005)[4]
- Temporadas en 2.ª División: 0
- Temporadas en Copa Perú: 3 (2000-2002).
- Mejor puesto en primera división: 10.º (2003 y 2005).[5]
- Peor puesto en primera división: 11.º (2004).
- Primer partido en campeonatos nacionales: Unión Huaral 3:2 Atlético Universidad (2 de marzo de 2003).
- Máximos ídolos: Christian Zúñiga, Ysrael Zúñiga Jorge Alegría, Karlo Calcina, Nick Montalva.
- Mayor goleada conseguida
  - En campeonatos nacionales de local: Atlético Universidad 4:1 Cienciano (12 de diciembre de 2004),[6]
  - En campeonatos nacionales de visita: Universidad San Martín 2:4 Atlético Universidad (16 de junio de 2004).[6]
- Mayor goleada recibida:
  - En campeonatos nacionales de local: Atlético Universidad 1:4 Sporting Cristal (28 de mayo de 2003).[7]
  - En campeonatos nacionales de visita: Sporting Cristal 5:0 Atlético Universidad (6 de abril de 2003), Alianza Lima 5:0 Atlético Universidad (28 de septiembre de 2003) y Universidad San Martín 5:0 Atlético Universidad (3 de julio de 2005).
- Máximo goleador:
  - Máximo goleador histórico del Club: (Torneo Descentralizado)  Christian Zúñiga (N goles)

## Jugadores
- Emilio Barra
- Luis Ponce Arroé
- Larry Yáñez
- Christian Zúñiga
- Ysrael Zúñiga
- Jorge Alegría
- Karlo Calcina
- Ytalo Manzo
- Nick Montalva
- Héctor Rojas
- Renzo Valdez
- Charly Vicente
- Juan Montenegro
- Edson Domínguez
- Sebastián Domínguez
- Edson Aubert
- Roberto Coáguila
- Paul Cominges
- Gerardo Gárate
- Percy Manchego
- Mauricio Montes
- Jesús Neyra
- Walter Otta
- Juan Pajuelo
- Nikol Prado
- Hilden Salas
- Joel Sánchez
- Antonio Serrano
- Freddy Suárez
- Leonardo Uehara
- Edson Uribe
- Marco Valencia
- Walter Zeballos

## Entrenadores
- Roberto “Ponciano” López Dávalos (1964-1965)
- Gustavo Merino (2000)
- Luis Flores Villena (2001)
- Elmer Lozada (2002) Campeón Copa Perú 2002
- Héctor Berrio (2003)
- Raúl Obando (2004)
- Roberto Arrelucea (2004-2005)
- Luis Flores Villena (2005)
- Juan Carlos Sandy (2011)
- Pedro Requena (2013-2014)
- Pedro Requena (2016-2019)
- Nicol Prado (2020-2021)
- Edu Ramírez (2022-2024)
- Ysrael Zúñiga (2024)

## Palmarés

### Torneos nacionales
| Competición nacional | Títulos | Subcampeonatos |
| -------------------- | ------- | -------------- |
| Copa Perú (1/0)      | 2002    |                |

### Torneos regionales
| Competición regional                 | Títulos                 | Subcampeonatos    |
| ------------------------------------ | ----------------------- | ----------------- |
| Etapa Regional - Región VIII (1/2)   | 2002.                   | 2000, 2001.       |
| Liga Departamental de Arequipa (3/1) | 2000, 2001, 2002.       | 1975.             |
| Liga Provincial de Arequipa (3/0)    | 2000, 2001, 2002.       |                   |
| Liga Distrital de Arequipa (4/3)     | 1975, 1976, 1977, 2000. | 1969, 2001, 2022. |